# Breuddwyd Macsen

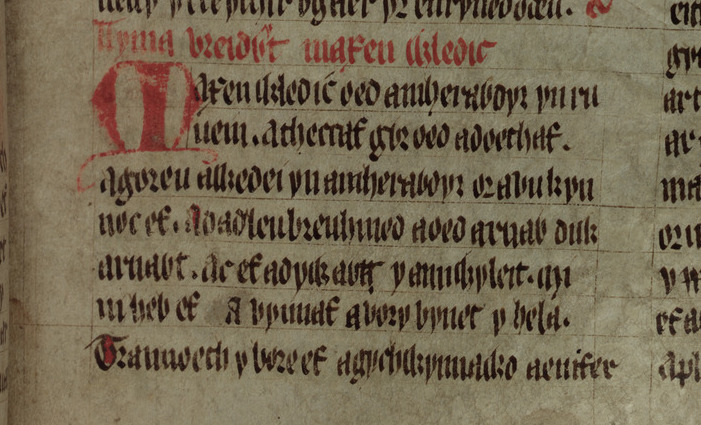
Breuddwyd Macsen, Manuskript auf Walisisch (14./15. Jahrhundert)

Breuddwyd Macsen ['breiðuid 'maksen] („Macsens Traum“) – aufgezeichnet im Llyfr Gwyn Rhydderch ("Das weiße Buch von Rhydderch") – ist der Titel einer Erzählung im Mabinogion der walisischen Mythologie.

## Inhalt
Der römische Kaiser Macsen Wledig verliebt sich in eine wunderschöne Frau, die ihm im Traum erschienen ist. Nach langer Suche finden seine Boten diese Frau in Wales, es ist Elen Luyddawg, die Tochter des Königs Eudaf Hen. Deshalb erobert Macsen Britannien, heiratet Elen, macht sie zur Kaiserin und verleiht ihrem Vater die Herrschaft über das ganze Land. Inzwischen wird von seinen Feinden in Rom ein Gegenkaiser erkürt, doch kann Macsen mit Hilfe von Elens Brüdern, darunter Cynan, der zuerst sein Gegner war, die Kaiserwürde zurückerobern.
Macsens Name ist dem des römischen Kaisers Maxentius (306–312) nachempfunden, sein historisches Gegenstück ist allerdings der Feldherr und Usurpator Magnus Maximus, der auf Grund einer Akklamation seiner Truppen in Britannien, Gallien und Spanien als (Mit-)Kaiser neben Valentinian II. bis zu seinem gewaltsamen Tod herrschte.